# Vigirima
Vigirima ist eine Siedlung im Norden des Valenciasees im Bundesstaat Carabobo in Venezuela in der Nähe vom Dorf Yagua.

## Sehenswürdigkeiten
- Museum der Petroglyphen (Parque Piedra Pintada). Es handelt sich um einen Park, in dem die bis 2000 Jahre alten Petroglyphen der Arawakindianer zu sehen sind. Der Bundesstaat stellt Reiseführer zur Verfügung, die den Besuchern gratis die Geschichte der Petroglyphen und die Lebensweise der Indianer erklären (Dienstag bis Samstag von 9 bis 17 Uhr und sonntags von 9 bis 16 Uhr).
- Vigirimafluß